# Чехович, Юзеф (поэт)
Ю́зеф Чехо́вич (пол. Józef Czechowicz, 15 марта 1903, Люблин — 9 сентября 1939, там же) — польский поэт.

## Биография и творчество
Родился в семье Павла Чеховича и Малгожаты Сулек. Учился в Люблине. В 1920 году сражался против большевиков. В 1921 году окончил школу и начал работать учителем на Виленщине.

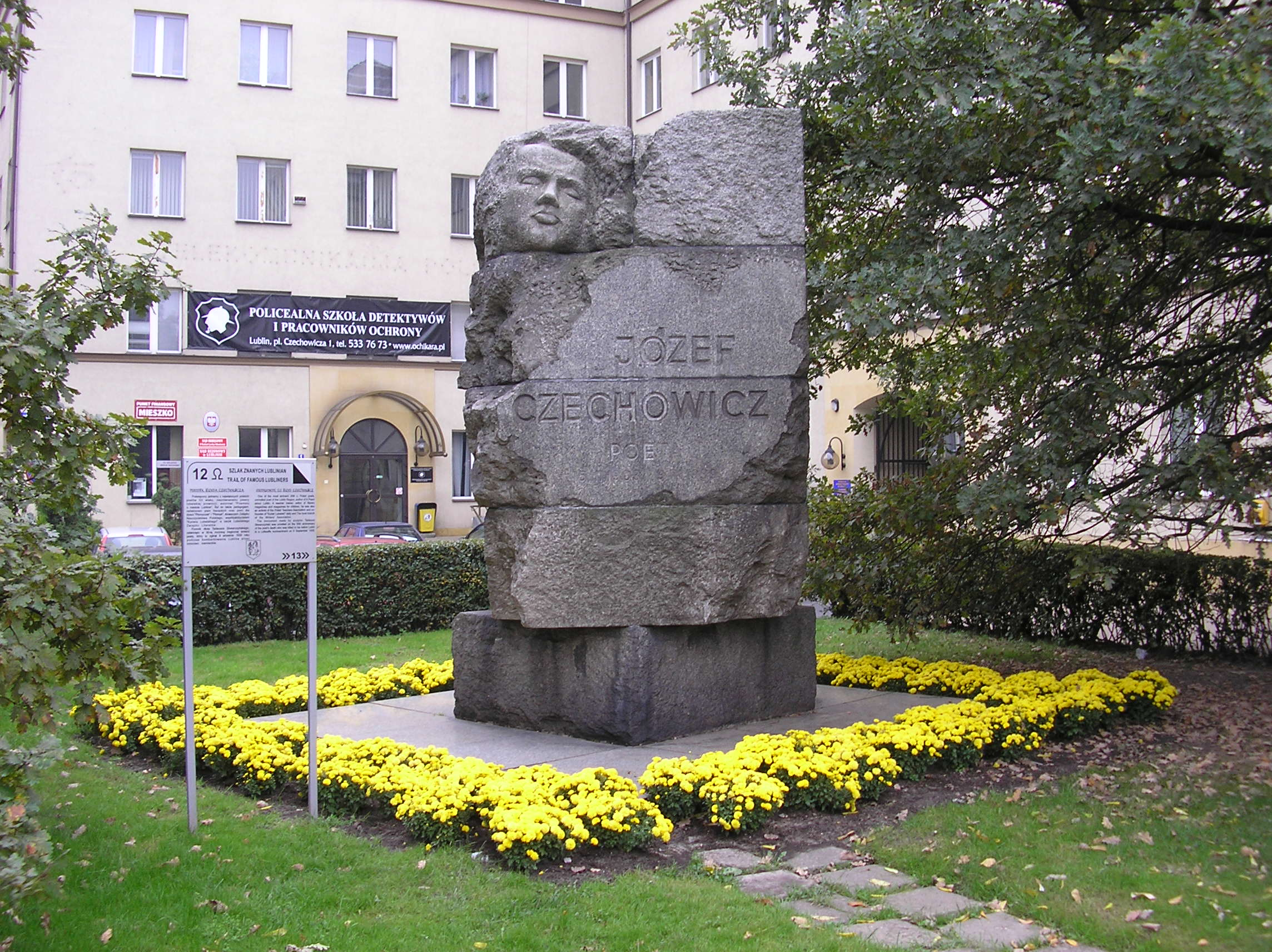
Памятник Юзефу Чеховичу

В 1924—1925 годах издавал журнал «Рефлектор» (пол. «Reflektor»), в котором и дебютировал. В 1927 году издал первый сборник, хорошо принятый критиками. Запойный книгочей, одним из первых в Польше перевел стихи Томаса Элиота, фрагменты романа Джойса «Улисс». В начале 30-х годов жил в Люблине, работал в газетах. Сотрудничал с журналом Płomyk. Вместе с поэтессой Францишкой Арнштайновой основал Люблинский союз литераторов. В 1933 перебрался в Варшаву, был близок к литературной группе Квадрига. После начала войны вернулся в родной город вместе с сотрудниками радио. Погиб при бомбардировке Люблина гитлеровцами.
Похоронен на самом известном люблинском кладбище «Возле улицы Липовой». На месте его гибели сейчас находятся площадь, названная в его честь, и памятник. В городе открыт музей Чеховича.
Повлиял на лирику польских «катастрофистов» (Кшиштоф Бачинский, Чеслав Милош и др.), был высоко оценен следующими поколениями поэтов.

## Сборники
- Kamień, 1927
- Dzień jak co dzień. Wiersze z lat 1927, 1928, 1929, 1930
- Ballada z tamtej strony, 1932
- Stare kamienie, 1934
- W błyskawicy. Poezje, 1934
- Nic więcej, 1936
- Czasu jutrzejszego. Dramat, 1939
- Nuta człowiecza, 1939
- Plan akcji, 1938

## Публикации на русском языке
- Стихи/ Пер. Нат. Астафьевой // Польские поэты XX века: Антология. Т. 1. СПб: Алетейя, 2000, с.259-264
- Избранные стихотворения/ Пер. Вл. Штокмана // Новая Польша, 2007, № 6